# Tyler Smith (futbolista)
Tyler Smith (Sheffield, Anglaterra, 4 de desembre de 1998) és un jugador professional angles que a la segona lliga de futbol anglesa en el Hull City a la posició de davanter.

## Carrera esportiva
Va començar a jugar a futbol en el club de la seva ciutat, el Sheffield United. La primera part de la temporada 2018-19 va estar cedit en el Barrow. La temporada següent va estar cedit en el Doncaster Rovers. En aquest club va marcar dos gols en el seu primer partit. En el juliol del 2019 va ser cedit al Bristol Rovers perquè jugués amb ells la temporada 2019-20. Després d’aquella temporada va tornar a jugar en el Sheffield United. Després va jugar en el Rochdale i posteriorment va jugar per tercer cop en Sheffield United. Un cop acabada la temporada 2020, va ser transferit en forma de fitxatge en el Hull City.

## Estadístiques
Estadístiques d’urant tota la trajectòria futbolística.